# Kurt Hiller

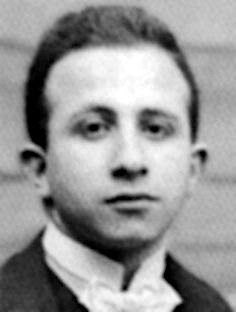
Kurt Hiller (1903)

Kurt Hiller (* 17. August 1885 in Berlin; † 1. Oktober 1972 in Hamburg) war ein deutscher Schriftsteller, pazifistischer Publizist und Aktivist der ersten Schwulenbewegung. Er kämpfte lebenslang für einen schopenhauerschen und antihegelianisch begründeten Sozialismus, für Frieden und sexuelle Minderheiten.

## Leben

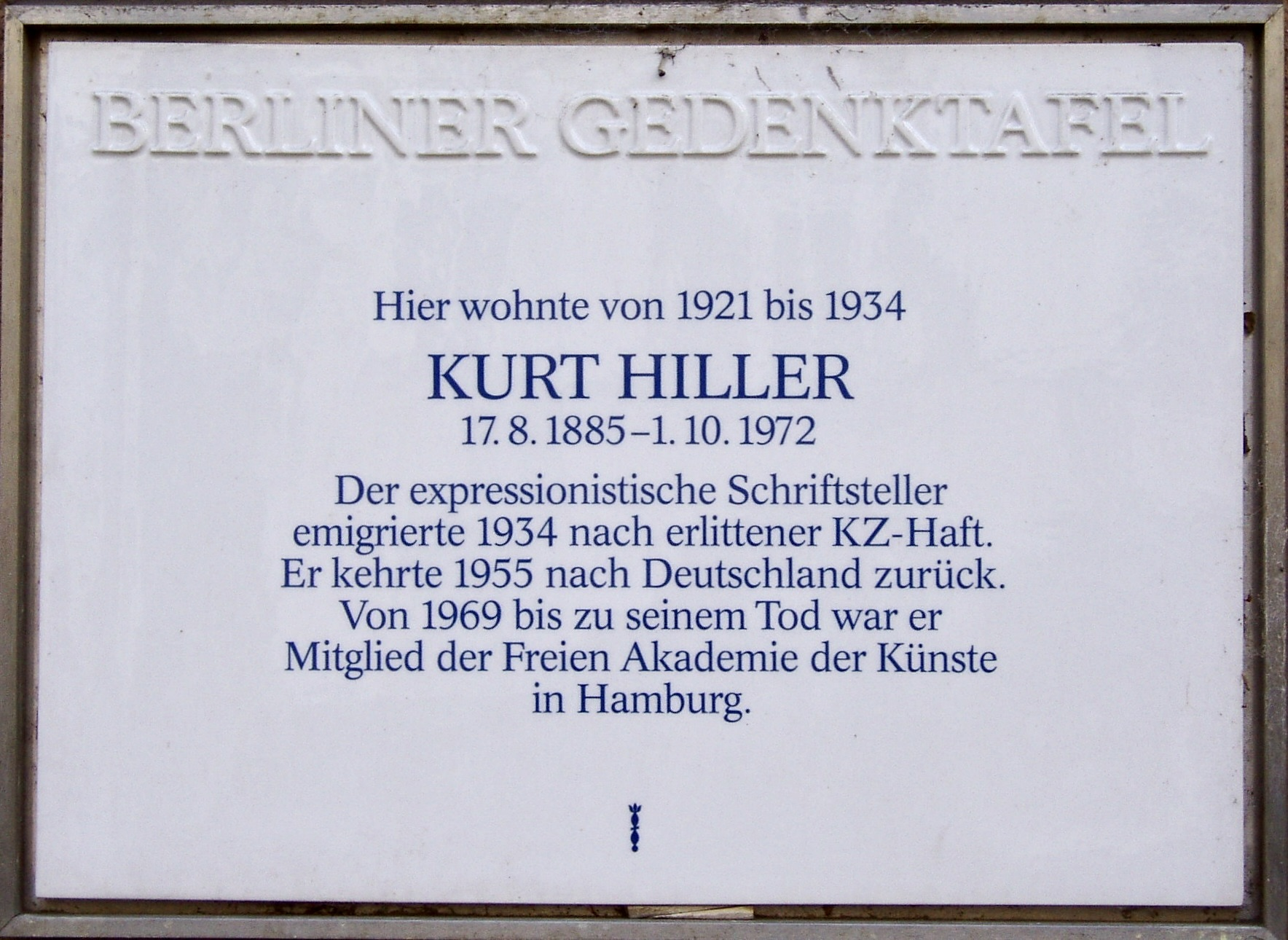
Gedenktafel am Haus Hähnelstraße 9 in Berlin-Friedenau, in dem Kurt Hiller von 1921 bis 1934 wohnte

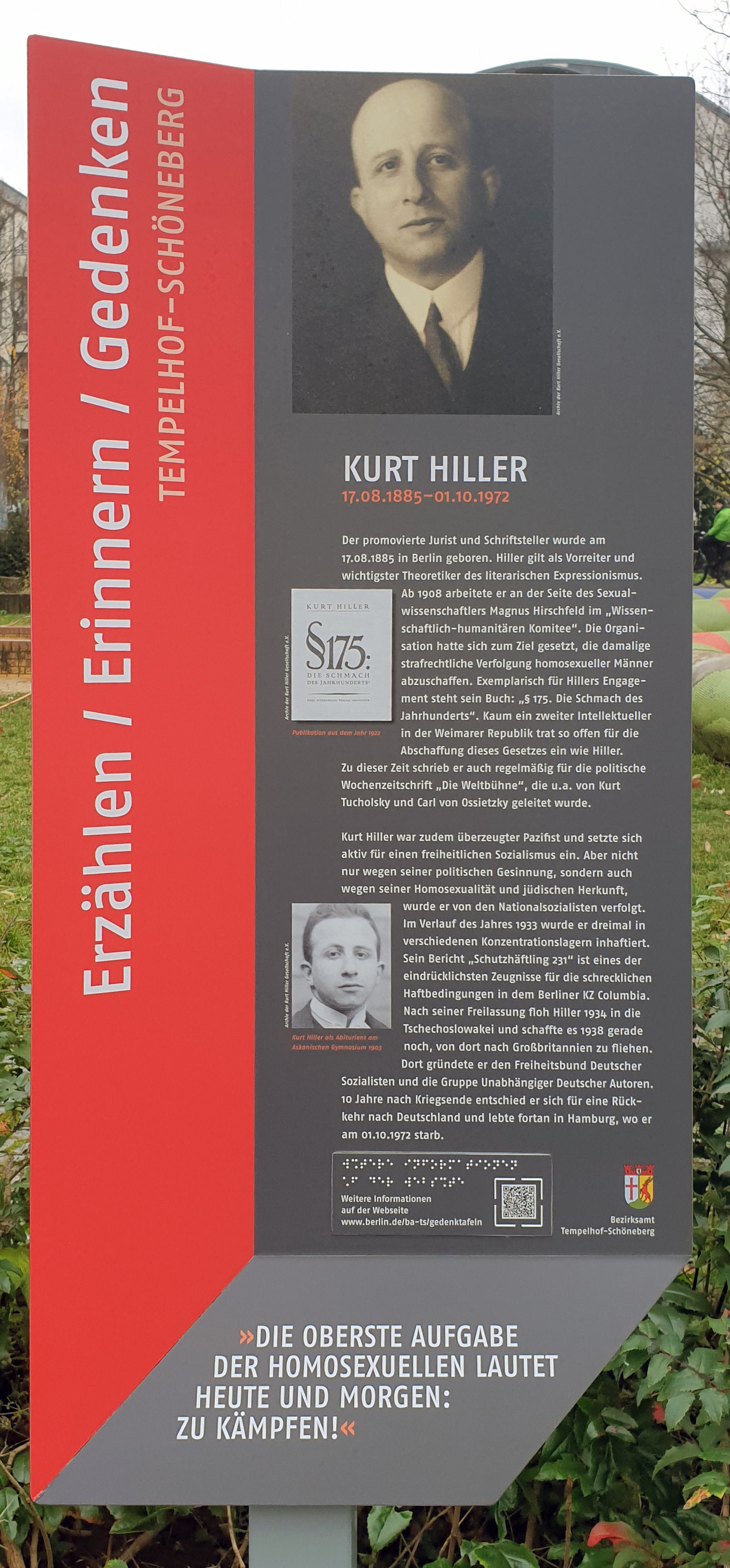
Gedenktafel am Kurt-Hiller-Park, in Berlin-Schöneberg

Kurt Hiller wurde in Berlin als Sohn eines jüdischen Fabrikanten geboren, sein Großonkel mütterlicherseits war der SPD-Reichstagsabgeordnete Paul Singer. Hiller machte 1903 sein Abitur als Primus Omnium am Askanischen Gymnasium in Berlin. Danach studierte er an der Berliner Universität Rechtswissenschaft bei Franz von Liszt und Philosophie bei Georg Simmel. Im November 1907 wurde Hiller als Externer an der Ruprecht-Karls-Universität Heidelberg vom Juristen Karl von Lilienthal mit der Dissertation Die kriminalistische Bedeutung des Selbstmordes zum Dr. jur. promoviert. Die Dissertation war der Teil einer rechtsphilosophischen Arbeit unter dem Titel Das Recht über sich selbst, für die Hiller in Berlin keine Anerkennung fand, und in der er die Forderung aufstellte, das Strafrecht müsse die Selbstbestimmung des Menschen stärker berücksichtigen.
Ab 1904 war Kurt Hiller mit dem ebenfalls literarisch engagierten Medizinstudenten Arthur Kronfeld befreundet, über den er das Denken des Göttinger Philosophen Leonard Nelson kennenlernte. Über Kronfeld trat deswegen im Juli 1908 Magnus Hirschfeld an ihn heran. Es entstand ein Kontakt, der in den folgenden fünfundzwanzig Jahren ein intensives Engagement Hillers im Wissenschaftlich-humanitären Komitee (WhK) zur Folge hatte. Auch dem Institut für Sexualwissenschaft war Hiller aktiv verbunden.
In Berlin wurde Kurt Hiller als freier Schriftsteller zum frühen Pionier des literarischen Expressionismus: 1909 gründete er mit Jakob van Hoddis als ein Gründungsmitglied die Vereinigung Der Neue Club, zu dem bald auch Georg Heym und Ernst Blass stießen. Gemeinsam mit ihnen und unterstützt von bekannteren Künstlern wie Tilla Durieux, Else Lasker-Schüler und Karl Schmidt-Rottluff wurden sogenannte „Neopathetische Cabarets“ veranstaltet. Nachdem Hiller sich aus dem Club zurückgezogen hatte, gründete er mit Blass das literarische Cabaret GNU. Für die Zeitschriften PAN und Der Sturm schrieb er zahlreiche Beiträge, ebenso wie für Franz Pfemferts Aktion, bei deren Gründung er 1911 auch mitwirkte. Nachdem Hiller – wahrscheinlich über die Vermittlung Kronfelds, der seit 1908 in Heidelberg lebte – 1911 in der Beilage Literatur und Wissenschaft der regionalen Heidelberger Zeitung schon Die Jüngst Berliner vorgestellt hatte, publizierte er 1912 im Heidelberger Verlag von Richard Weissbach die erste expressionistische Lyrikanthologie Der Kondor.
In der Novemberrevolution versuchte er als Vorsitzender des von ihm mitgegründeten Politischen Rates geistiger Arbeiter, Einfluss auf die Politik zu nehmen. Diesem Engagement lag sein als Korrekturmodell zur Demokratie konzipiertes Ideal einer „Logokratie“ zu Grunde, das – anknüpfend an Platons Idee der „Philosophenkönige“ – die politische Herrschaft zwischen dem gewählten Parlament und einem Ausschuss der geistigen Elite und damit den Intellektuellen teilen sollte („elliptische Verfassung“).
1919 gründete Kurt Hiller zusammen mit Armin T. Wegner den Bund der Kriegsdienstgegner (BdK), dem 1926 auch die renommierte Pazifistin Helene Stöcker beitrat. 1920 trat er der Deutschen Friedensgesellschaft bei, zu deren linkem Flügel er gehörte. Hier trat er dafür ein, dass sich der deutsche Pazifismus an der Sowjetunion orientieren müsse, obwohl er deren Leninismus sehr kritisch gegenüberstand. Da die Mehrheit aber auf das bürgerlich-demokratische Frankreich ausgerichtet blieb, kam es zu heftigen Konflikten in der DFG, die eskalierten, als Hiller in kommunistischen Blättern den bürgerlichen Pazifisten Friedrich Wilhelm Foerster und Fritz Küster vorwarf, sie würden sich von den Franzosen bezahlen lassen – eine Unterstellung, die den zahlreichen rechten Gegnern der deutschen Friedensbewegung reichlich Munition für ihre Polemik gab. Carl von Ossietzky kommentierte im Oktober 1924 in der Zeitschrift Das Tage-Buch:

„Was ausgerechnet im pazifistischen Lager an Verunglimpfung und Ketzerrichterei geleistet wird, das ist selbst für deutsche Verhältnisse maßlos. […] Der Oberaufseher in diesem pazifistischen Stadelheim ist Herr Kurt Hiller.“

Hiller gründete 1926 die Gruppe Revolutionärer Pazifisten, mit der er innerhalb der DFG vergeblich versuchte, seinen Einfluss zu vergrößern. Er trat für eine neue, gewaltfreie und sozial gerechte Gesellschaft ein, zu deren Erreichung der Kapitalismus überwunden werden müsse, ein Zweck, zu dem der radikale Pazifist auch „progressive“ Gewalt nicht ausschloss.
Nicht nur an solchen Widersprüchen stießen sich auch Hiller Nahestehende: Bereits Ende 1918 kam es zum Bruch mit Siegfried Jacobsohn, dem Herausgeber der Weltbühne, in der Hiller von 1915 regelmäßig mit Beiträgen vertreten war, sodass die publizistische Zusammenarbeit für die nächsten sechs Jahre unterbrochen wurde. Auslöser für das Zerwürfnis war Jacobsohns in der Rubrik „Antworten“ am 12. Dezember 1918 veröffentlichter Beitrag Kurt Hiller, in dem er seinen Austritt aus dem „Rat geistiger Arbeiter“ begründete. 1924 nahm Hiller die Mitarbeit an der Weltbühne wieder auf; sie war aber auch künftig nicht immer frei von Spannungen. Jacobsohn klagte zum Beispiel 1926 in einem Brief an Kurt Tucholsky:

„Ich fürchte, dass es mit mir und Kurtchen Hiller nicht mehr lange währen wird. Es ist nicht zu sagen, was dieser arme Homosaxone sich an Hysterie, Verfolgungswahn, Eitelkeit, Empfindlichkeit, Anmaßung und Geschmacklosigkeit brieflich leistet.“

Am Anfang desselben Jahres veröffentlichte Hiller in der Weltbühne einen Aufsatz, den er zunächst für eine ausländische Tageszeitung verfasst hatte und in dem er Bewunderung für den „Kraftkerl Mussolini“ (Mussolini und unsereins, 12. Januar 1926) äußerte. Am „Duce“ faszinierte ihn die kühne Ästhetik seiner öffentlichen Auftritte und vor allem die schlagkräftige politische Durchsetzungskraft, die so gar nichts von der oft zähen Kompromisspolitik der mittleren Weimarer Republik hatte:

„Demokratie heißt: Herrschaft jeder empirischen Mehrheit; wer wollte bestreiten, daß die Mehrheit des italienischen Volkes seit langem treu hinter Mussolini steht? […] Mussolini, man sehe sich ihn an, ist kein Kaffer, kein Mucker, kein Sauertopf, wie die Prominenten der linksbürgerlichen und bürgerlich-sozialistischen Parteien Frankreichs und Deutschlands und anderer Länder des Kontinents es in der Mehrzahl der Fälle sind; er hat Kultur. […] Wenn ich mich genau prüfe, ist mir Mussolini, dessen Politik ich weder als Deutscher noch als Pazifist noch als Sozialist ihrem Inhalt nach billigen kann, als formaler Typus des Staatsmannes deshalb so sympathisch, weil er das Gegenteil eines Verdrängers ist. Ein weltfroh-eleganter Energiekerl, Sportskerl, Mordskerl, Renaissancekerl, intellektuell, doch mit gemäßigt-reaktionären Inhalten, ist mir lieber, ich leugne es nicht, als ein gemäßigt-linker Leichenbitter, der im Endeffekt auch nichts hervorbringt, was den Mächten der Beharrung irgend Abbruch tut.“

Im Jahr darauf spottete er: „Der Fascismus hat immerhin Wein im Blut, der deutsche Republikanismus Bier“ (Das Ziel entscheidet, 12. Juli 1927). Bei aller, allerdings nie unkritischer, Faszination von Mussolini warb Hiller kurz darauf dafür, bei den Reichstagswahlen die KPD zu wählen. Enttäuscht von der SPD, für die er vorher noch eingetreten war, schrieb er im Mai 1928 in der Weltbühne, nunmehr müsse man trotz aller Vorbehalte „in den kommunistischen Apfel … beißen: Er ist sauer, aber saftig“.
In der Weltbühne überraschte er immer wieder durch seine Analysen und Urteile – auch über den „Neuen Nationalismus“: „Der Neue Nationalismus“, zitierte er etwa in einem am 20. September 1927 erschienenen Beitrag Franz Schauwecker, „kann nicht den Willen haben, eine fremde Nation zu vergewaltigen.“ Hillers Kommentar dazu:

„Hört hin! Wer von uns fordert mehr? Sagen das nicht allerorten mit andern Worten die Pazifisten auch? Steht das nicht in klarstem, schärfstem Gegensatz zu dem, was bis 1918 die Alldeutschen wollten, die Vaterlandspartei, mit ihrem Annexionsgeschrei – von Erich Ludendorff bis Georg Bernhard?“

1932 fragte er in seinem Beitrag Linke Leute von rechts über Nationalrevolutionäre wie Karl Otto Paetel und Otto Strasser:

„‚Links‘, ‚rechts‘ – diese Unterscheidung wird täglich dümmer. Wer kommt noch mit ihr aus? […] Wer taugt mehr, ein kommunistischer Nichtdenker oder ein nationalistischer Selbstdenker?“

Bemerkenswert ist auch Hillers zweiteilige Analyse der Ursachen des nationalsozialistischen Erfolgs in der Weltbühne vom 23. und 30. August 1932:

„Daß im Nachkriegsdeutschland das Nationale als Stimmung und als ein in die politische Rationalität intensiv hineinstrahlendes Gefühl sich stark verbreitete und auch unter den Armen bewußter und lebendiger wurde denn je, ist fraglos dem rachehaften Inhalt des Versailler Friedens zuzuschreiben […]. Der deutsche Nationalismus ist, in seinem Ausmaß, eine Folge des französischen und eben deshalb nicht ohne berechtigten Kern. […] Der kolossale nationalsozialistische Erfolg ist, unter anderem, ein Produkt kolossaler und berechtigter Enttäuschung.“

Nachdem Hirschfeld, nach vereinsinternen Auseinandersetzungen über die weitere Taktik, am 24. November 1929 vom Vorsitz des WhK zurücktrat, wurde Hiller zum zweiten Vorsitzenden gewählt, was er bis zur Auflösung des WhKs blieb.
Nach der Machtübernahme der Nationalsozialisten wurde Hiller, der als Pazifist, Sozialist, Jude und Homosexueller den Nazis verhasst war, insgesamt dreimal verhaftet, in den Konzentrationslagern Columbia-Haus, Brandenburg und Oranienburg inhaftiert und schwer misshandelt. Nach seiner Entlassung 1934, die auf hohe Fürsprache von Rudolf Heß hin zustande kam, floh er nach Prag und 1938 weiter nach London. Im Exil gründete er den Freiheitsbund Deutscher Sozialisten und die Gruppe Unabhängiger Deutscher Autoren. Außerdem gab er während seiner Zeit in Prag zusammen mit dem Nationalrevolutionär Otto Strasser die „Prager Erklärung“ heraus, ein Manifest gegen das faschistische Deutschland der Nazis.

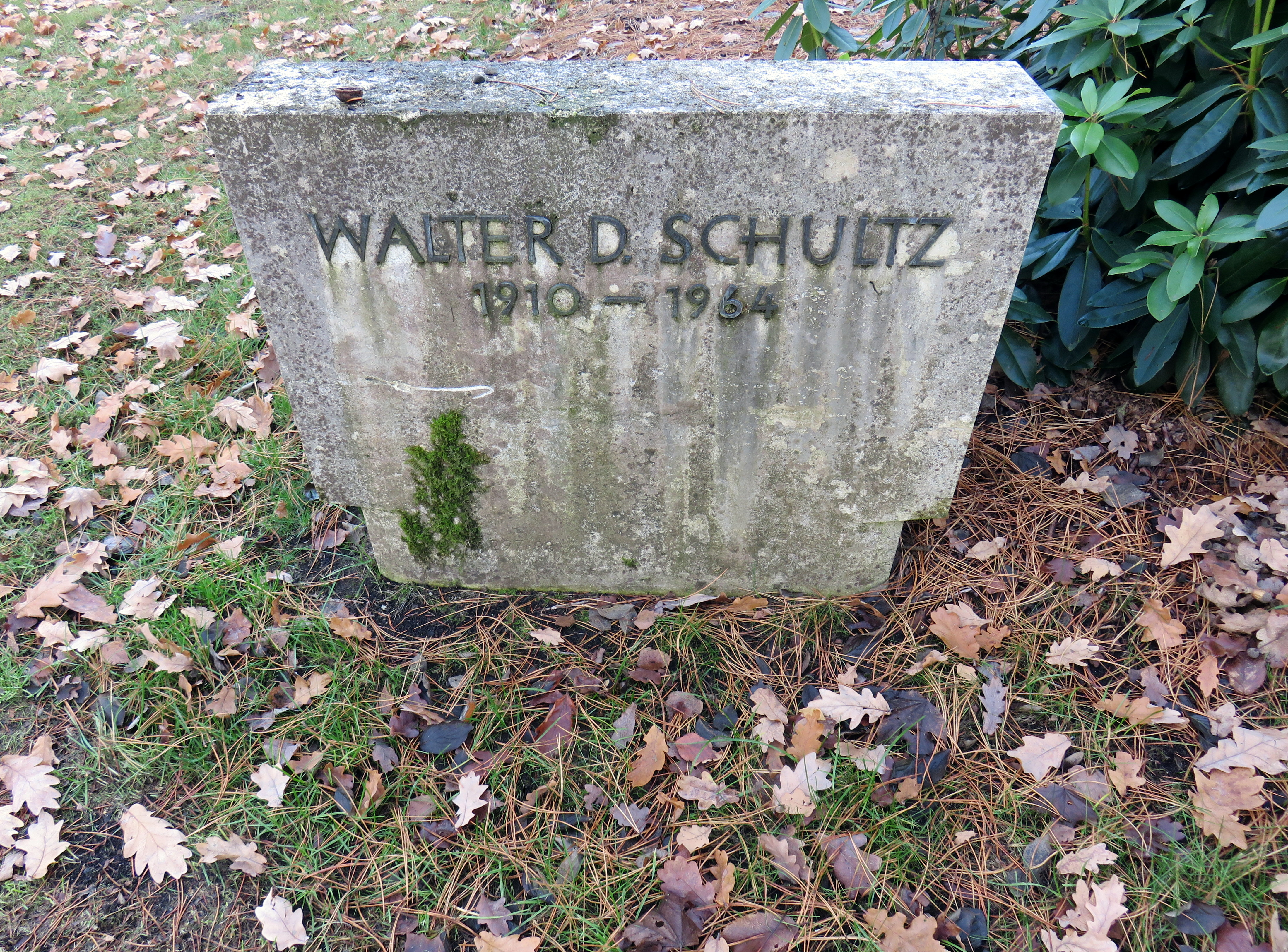
Ruhestätte Kurt Hillers auf der Grabstelle Walter Schultz auf dem Friedhof Ohlsdorf

Als Hans Giese 1949 ein neues WhK gründen wollte und dann die Gesellschaft für Reform des Sexualstrafrechts e. V. gründete, arbeitete Hiller einige Monate mit. 1955 kehrte Hiller nach Deutschland zurück, ließ sich in Hamburg nieder und versuchte dort 1962, das WhK neu zu gründen. Er blieb dabei aber isoliert und der Versuch scheiterte. Des Weiteren gründete er – weitgehend ohne Echo – einen Neusozialistischen Bund und unabhängige Zeitschriften (vgl. lynx). Die Erklärung des Neusozialistischen Bundes gegen Angriffskrieg wurde u. a. von Ossip K. Flechtheim, Karlheinz Deschner und Martin Niemöller unterstützt. In der Schweizer Zeitschrift Der Kreis publizierte Hiller rund ein Dutzend Gedichte und ebenso viele Artikel, meist unter dem anagrammatischen Pseudonym Keith Llurr.
1955 wurde Kurt Hiller mit dem Deutschen Kritikerpreis ausgezeichnet.
Kurt Hiller wurde bei seinem vor ihm verstorbenen engen Freund und Mitherausgeber Walter Schultz auf dem Ohlsdorfer Friedhof in Hamburg im Planquadrat Bm 59 südlich Prökelmoorteich beerdigt.

## Kurt-Hiller-Gesellschaft

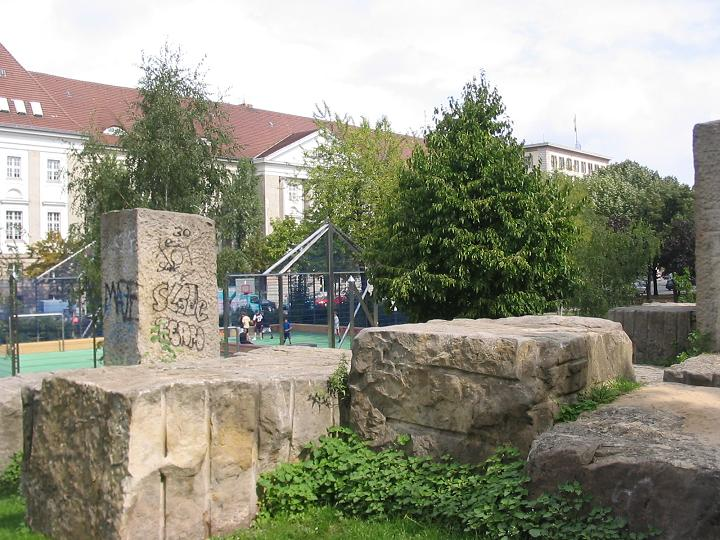
Kurt-Hiller-Park
Berlin-Schöneberg

Der Pflege und Erschließung von Hillers Nachlass und der wissenschaftlichen Auseinandersetzung mit seinem Werk widmet die 1998 in Hamburg gegründete Kurt-Hiller-Gesellschaft e. V. Sie gibt einen Nachrichtenbrief und die Publikationsreihe Schriften der Kurt Hiller Gesellschaft heraus. 2003 veranstaltete sie zusammen mit Georg Fülberth eine Fachtagung zu Hiller an der Universität Marburg.

## Kurt-Hiller-Park

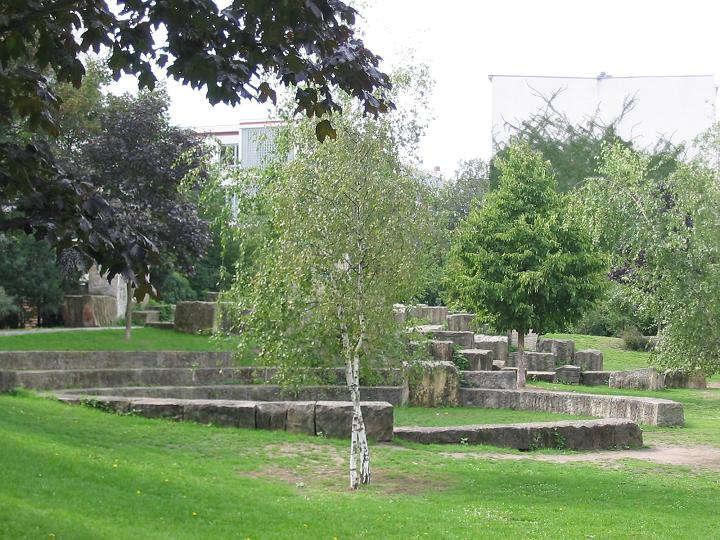
Kurt-Hiller-Park

Seit dem Ende des Jahres 2000 erinnert in der Berlin-Schöneberger Grunewaldstraße am U-Bahnhof Kleistpark der Kurt-Hiller-Park an den Schriftsteller. Die kleine Grünfläche mit zwei Boulodromen, einem Spielplatz, einem öffentlichen Basketballplatz sowie Steinskulpturen soll laut Inschrift an dem Straßenschild den „Mitbegründer der homosexuellen Bürgerrechtsbewegung“ ehren. Da das die einzige Inschrift des Parks ist, bemerkte die Kurt-Hiller-Gesellschaft zu den Skulpturen im Park: „Die Deutung dieser Steinblöcke in Bezug auf das Werk Hillers wird Jahre in Anspruch nehmen.“
Am 16. November 2021 wurde am Kurt-Hiller-Park in Berlin-Schöneberg, eine Gedenktafel enthüllt.

## Veröffentlichungen
Pseudonyme

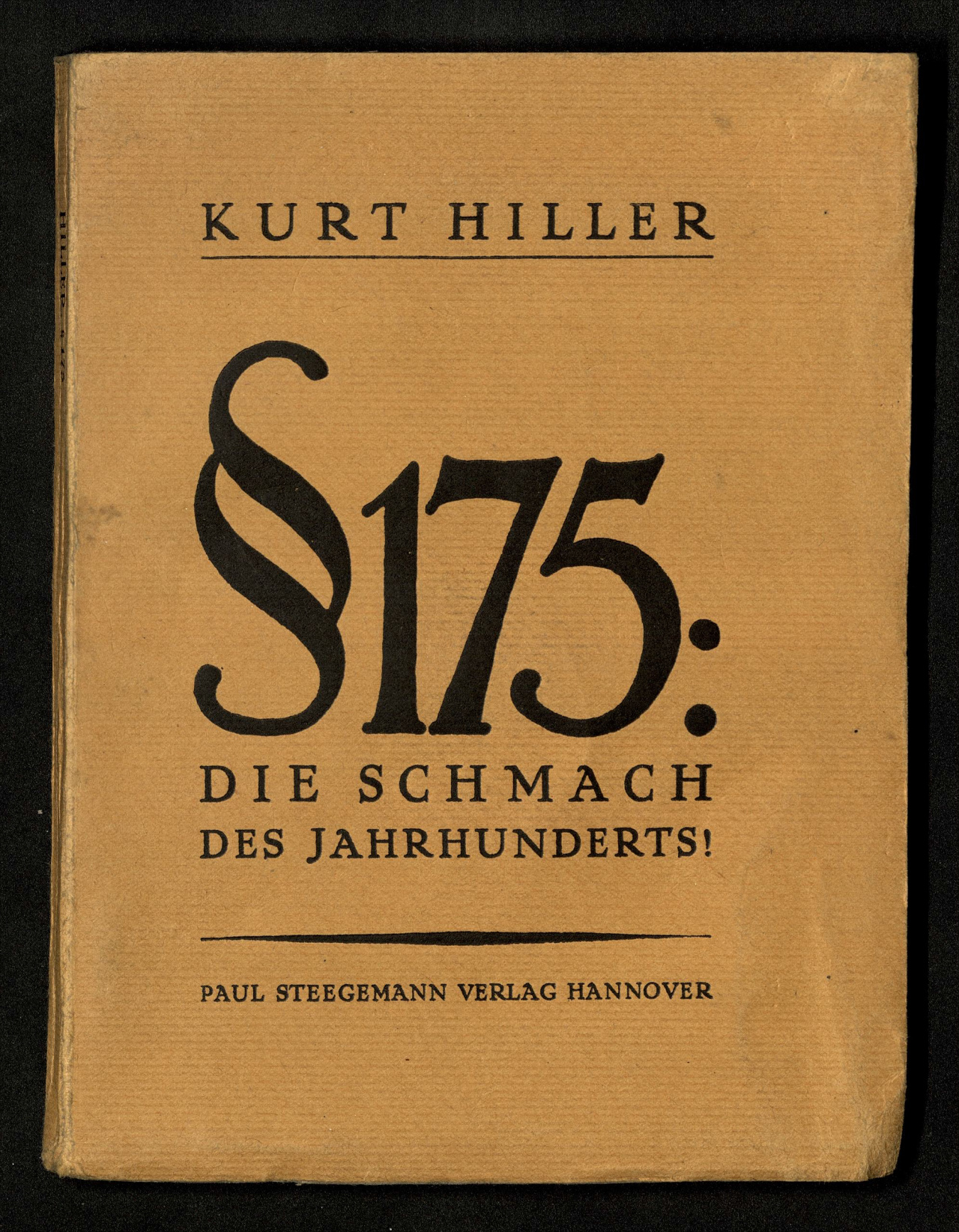
Kurt Hiller veröffentlichte 1922 eine Aufsatzsammlung gegen den § 175.

Für seine Veröffentlichungen hat Kurt Hiller diese Pseudonyme verwendet: Gorgias, Gorilla, Keith, Klirr, Llurr, Lynx, Prospero, Rehruk, Syn, Till und Torral.
Autor
- 1908: Das Recht über sich selbst. Eine strafrechtsphilosophische Studie. (Enthält in Kapitel 1–5 Hillers juristische Dissertation Die kriminalistische Bedeutung des Selbstmordes.) Winter, Heidelberg.
  - Reprint: Bockel, Hamburg 2007, ISBN 978-3-932696-73-2.
- 1911: Gegen "Lyrik". In: Der Sturm, Nr. 52, S. 414–415.
- 1913: Die Weisheit der Langenweile. Eine Zeit- und Streitschrift. 2 Bände Kurt Wolff, Leipzig.
  - Reprint: Kraus, Nendeln 1973.
- 1918: Unnennbar Brudertum. Verse 1904–1917. Verlag Der Kentauer, Wolgast 1918.
- 1920: Geist werde Herr. Kundgebungen eines Aktivisten vor, in und nach dem Kriege. Berlin.
  - Reprint: Kraus, Nendeln 1974.
- 1920: Logokratie oder Ein Weltbund des Geistes. In: Das Ziel. Viertes der Ziel-Jahrbücher. Kurt Wolff, München.
  - Separatdruck: Der Neue Geist Verlag, Leipzig 1921.
- 1922: § 175: Die Schmach des Jahrhunderts! Steegemann, Hannover.
  - von Harald Lützenkirchen herausgegebene, ergänzte Neuauflage: von Bockel Verlag, Neumünster 2022.
- 1922: Der Aufbruch zum Paradies. Aphorismenband. Kurt Wolff, München.
- 1925: Verwirklichung des Geistes im Staat. Beiträge zu einem System des logokratischen Aktivismus. Oldenburg, Leipzig.
- 1932: Der Sprung ins Helle. Reden, Offene Briefe, Zwiegespräche, Essays, Thesen, Pamphlete gegen Krieg, Klerus und Kapitalismus. Lindner, Leipzig.
- 1938: Der Unnennbare. Verse 1918–1937. Yangschudau-Werkstatt er Unnennbare : Verse 1918–1937. Peking
- 1938: Profile. Prosa aus einem Jahrzehnt. Editions Nouvelles Internationales – Internationale Verlagsanstalt, Paris.
- 1945: Theses on the re-establishment of university life in Germany : written for the 1945 summer conference of the International Student Service. Freiheitsbund Deutscher Sozialisten, London 1945
- 1945: Thesen zur Außenpolitik. Freiheitsbund Deutscher Sozialisten, London 1945
- 1950: Köpfe und Tröpfe. Profile aus einem Vierteljahrhundert. Rowohlt, Hamburg
- 1951: Rote Ritter. Erlebnisse mit deutschen Kommunisten. Ruhr, Gelsenkirchen
  - Reprint: Mytze & Klaussner, Berlin 1980
- 1952: Der Aufbruch zum Paradies. Ein Thesenbuch. Desch, München.
- 1957: Hirn- und Haßgedichte aus einem halben Jahrhundert. Privatdruck im Hans Christians Verlag, Hamburg
- 1966: Ratioaktiv. Reden 1914–1964. Ein Buch der Rechenschaft. Limes, Wiesbaden
- 1969: Leben gegen die Zeit. Band 1: Logos. Autobiografie. Rowohlt, Reinbek

Herausgeber
- 1912: Der Kondor. Verse von Ernst Blass, Max Brod, Arthur Drey, Salomo Friedländer, Herbert Grossberger, Ferdinand Hardekopf, Georg Heym, Kurt Hiller, Arthur Kronfeld, Else Lasker-Schüler, Ludwig Rubiner, René Schickele, Franz Werfel, Paul Zech. Verlag Richard Weissbach, Heidelberg 1912.
  - Reprint bei Silver & Goldstein, Berlin 1989. Mit einem Nachwort von Paul Raabe. ISBN 3-927463-05-1.
- 1915: Das Ziel. Aufrufe zu tätigem Geist. Erstes der Ziel-Jahrbücher (Von der Zensur verboten). Georg Müller, München u. Berlin. Online bei archive.org
- 1918: Tätiger Geist! Zweites der Ziel-Jahrbücher (Von der Zensur verboten). Georg Müller, München u. Berlin.
- 1919: Das Ziel. Drittes der Ziel-Jahrbücher. Kurt Wolff, München
- 1920: Das Ziel. Viertes der Ziel-Jahrbücher. Kurt Wolff, München
- 1924: Das Ziel. Fünftes der Ziel-Jahrbücher. Ziel-Verlag Literaria, Leipzig
- 1945: After Nazism – democracy? – a symposium. By four germans – Eugen M. Brehm; Hans Jaeger; Walter D. Schultz; Kurt Hiller; Verlag Drummond, London 1945

Posthum
- 1973: Leben gegen die Zeit. Band 2: Eros. Autobiografie, hrsg. von Horst H. W. Müller. Rowohlt, Reinbek
- 1980: K.H. an K.H. 81 Briefe an einen Freund. Hrsg. von Martin Klaußner u. Klaus Hübotter. Klaußner, Fürth 1980
- 1981: Pazifismus der Tat – revolutionärer Pazifismus. AHDE-Verlag, Berlin ISBN 3-8136-0025-4
- 2009: Zwischen den Kriegen. Werner Riegel, Klaus Rainer Röhl, Peter Rühmkorf: Briefwechsel mit Kurt Hiller 1953–1971. Hrsg. Rüdiger Schütt. Edition text + kritik, München ISBN 978-3-88377-997-3
- 2011: "Ich glaube, wir verstehn uns". Klaus Mann und Kurt Hiller, Weggefährten im Exil. Briefwechsel 1933–1948. Hrsg. Rüdiger Schütt. Edition text + kritik, München ISBN 978-3-86916-112-9